# Sjölunda IF
Sjölunda IF var en fotbollsklubb från Kirseberg, Malmö. Klubben grundades 1927 och bytte namn 1952 till Bulltofta IF.

## Kända spelare
Sture Mårtensson, lagkapten för Malmö FF när laget tog sitt första SM-guld 1943-44 påbörjade sin fotbollskarriär i Sjölunda IF.
Ove Karlsson, representerat både Malmö FF och AIK.

## Tabellplaceringar
Sjölunda IF vann 1935 det första Malmömästerskapet för juniorer. Finalen var ett derby där Sjölunda besegrade BK Flaggs juniorer med 3-1.
| År      | Liga                         | Position |
| ------- | ---------------------------- | -------- |
| 1928    | Kirsebergsserien             |          |
| 1928    | Rörsjöserien                 |          |
| 1929    | Limhamns IF Reservlagsserie  |          |
| 1932    | Sjölunda IF Jubileumsserie   | 1        |
| 1933    | Ystads IF Jubileumsserie     |          |
| 1933    | Malmöserien Division 1       |          |
| 1934-35 | Skåneserien Division 3 Södra | 5        |